# Joseph Carr
Joseph F. Carr fue una de las primeras figuras importantes en los deportes profesionales en Estados Unidos, especialmente en el fútbol americano. 
Carr nació el 22 de octubre de 1880 (algunas fuentes citan su fecha de nacimiento el 23 de octubre de 1879), en Columbus, Ohio. En su juventud, Carr, quien era entonces un reportero, se convirtió en una persona fascinada con el fútbol americano. En 1904, formó al equipo Columbus Panhandles. Fue el entrenador en jefe de ese equipo desde 1907 hasta 1922. Antes de 1920, los Panhandles solo habían tenido siete temporadas ganadoras.
En 1920, Carr fue uno de los miembros fundadores de la American Professional Football Association (la cual cambiaría su nombre en 1922 al actual, la NFL). Su equipo después cambiaría su nombre de Columbus Panhandles al de Columbus Tigers. A pesar del cambio de nombre, su equipo nunca fue contendiente al título, finalizando en los lugares 13.º en 1920, 17.º en 1921, 18.º en 1922, 8.º en 1923, 10.º en 1924, 20.º en 1925 y finalmente en el lugar 19.º en 1926, para desaparecer ese mismo año. 
Carr se convirtió en el primer presidente oficial de la American Professional Football Association en 1921 (el puesto de Jim Thorpe en 1921, se considera que fue "nominal" únicamente). También fue el primer presidente de la National Football League tras cambiar el nombre de la liga en 1922, cargo en el que permaneció hasta su muerte en 1939. Bajo su liderazgo, la NFL emergió como la liga de fútbol americano profesional dominante en Estados Unidos. Consideró que era necesario un contrato profesional para los jugadores en general, y ordenó la manufactura de uno modelado al que existía en el béisbol de esa época. Otra de las aportaciones más importantes de Carr fue la prohibición impuesta a los jugadores universitarios para no poder enrolarse en equipos profesionales.
Carr también fue presidente de la American Basketball League (ABL) de 1925 a 1928. También fue dueño del equipo de béisbol de ligas menores Columbus Senators de 1926 a 1931. 
Murió el 20 de mayo de 1939, y está sepultado en el Cementerio St. Josephs al sur de Columbus, Ohio.
Por sus sustanciales aportes al establecimiento de la NFL, fue elegido al Salón de la Fama del Fútbol Americano Profesional en 1963.
| Predecesor: Jim Thorpe | Presidente de la National Football League 1921-1939 | Sucesor: Carl Storck |